# (200243) 1999 VU116
(200243) 1999 VU116 es un asteroide perteneciente al cinturón de asteroides, descubierto el 5 de noviembre de 1999 por el equipo del Spacewatch desde el Observatorio Nacional de Kitt Peak, Arizona, Estados Unidos.

## Designación y nombre
Designado provisionalmente como 1999 VU116.

## Características orbitales
1999 VU116 está situado a una distancia media del Sol de 2,704 ua, pudiendo alejarse hasta 2,986 ua y acercarse hasta 2,422 ua. Su excentricidad es 0,104 y la inclinación orbital 3,879 grados. Emplea 1624,69 días en completar una órbita alrededor del Sol.

## Características físicas
La magnitud absoluta de 1999 VU116 es 16,4.